# Kurt Freiherr von Reibnitz
Kurt Artur Gustav Hans Otto Freiherr von Reibnitz (ur. 12 listopada 1877 w Kilonii, zm. 26 czerwca 1937 w Królewcu) – niemiecki historyk i polityk (SPD).
Reibnitz ukończył studia uniwersyteckie, uzyskał doktorat z prawa oraz filozofii, pracował również naukowo jako historyk. W 1905 roku rozpoczął pracę jako referendarz, w 1907 roku został asesorem. W latach 1909–1911 pracował w Pruskim Ministerstwie Handlu i Przemysłu. 28 czerwca 1910 roku, w Poczdamie zawarł związek małżeński z Fredą von Schenk (ur. 21.03.1890 w Berlinie, zm. 02.03.1946 r. w Berlinie-Zehlendorf). W okresie od 1912 do 1913 roku sprawował funkcję attaché w niemieckiej ambasadzie w Waszyngtonie. Po powrocie do Niemiec w latach od 1913 do 1918 roku pełnił funkcję starosty (niem. Landrat) powiatu niemodlińskiego (niem. Landkreis Falkenberg O.S.) w Rejencji opolskiej na Śląsku. W 1918 roku wstąpił do SPD i był aktywnym politykiem tej partii. W tym roku również na okres do początku 1919 roku, obejmuje w Wilnie funkcję kierownika Departamentu Rolnictwa, Handlu i Przemysłu w rządzie zależnego od Niemiec Królestwa Litwy. W latach od 1920 do 1927 roku był posłem do Landtagu w Wolnego Państwa Mecklemburgii-Strelitz. W okresie od 1919 do 1923 roku oraz od 1928 do 1931 roku piastował urząd pierwszego ministra stanu w rządzie Wolnego Państwa Mecklenburgia-Strelitz.